# 大阪市立堀江中学校
大阪市立堀江中学校（おおさかしりつ ほりえ ちゅうがっこう）は、大阪府大阪市西区にある公立の中学校。
大阪市西区の堀江地区に立地する。創立記念日は6月17日。

## 沿革
1955年に大阪市立花乃井中学校の分校として設置されたことに始まる。校舎敷地は、西区南堀江下通2丁目（現：南堀江3丁目）にあった、太平洋戦争の戦災で廃校になった大阪市高台（たかきや）国民学校の跡地を転用した。
1959年に花乃井中学校より分離し、大阪市立堀江中学校として独立開校した。
2022年4月1日に西区北堀江4丁目にあった大阪市立西高等学校が統廃合により北区松ケ枝町へ移転し、同年8月1日付で同校跡地へ移転した。国民学校（小学校）の跡地を転用した南堀江校地が大阪市立中学校で一番狭いともいわれるほど狭小なことに加え、西区の小学校の児童数が急増していることで進学先中学校となる堀江中学校でも近いうちに教室不足などの問題が生じるおそれがあるなどとしたことが、移転の背景にあった。

### 年表
- 1955年 - 大阪市立花乃井中学校分校として、西区南堀江下通2丁目（現：南堀江3丁目）の大阪市高台国民学校跡地に設置。
- 1959年4月1日 - 大阪市立堀江中学校として分離開校。
- 2022年8月1日 - 西区北堀江4丁目の大阪市立西高等学校跡地へ移転。

## 通学区域
- 大阪市立堀江小学校、大阪市立日吉小学校の通学区域。
  - 校区には堀江が含まれる。

## 交通
- Osaka Metro千日前線・長堀鶴見緑地線 西長堀駅 7A出入口より西へ約120m。
- 阪神なんば線 桜川駅北へ約700m、またはドーム前駅 北東へ約900m。
- 南海汐見橋線 汐見橋駅 北へ約700m。

## 著名な卒業生
- 矢野義昭 - 軍事研究家
- 松本孝美 - モデル
- ボグダン・パルホメンコ - 経営者、コメンテーター
- 沢田昭宏 - 競艇選手
- 窪塚愛流 - 俳優